# Euproctis eclipes
Euproctis eclipes är en fjärilsart som beskrevs av Collenette 1949. Euproctis eclipes ingår i släktet Euproctis och familjen tofsspinnare. Inga underarter finns listade i Catalogue of Life.